# Jeziory Dolne
Jeziory Dolne (prononciation : [jɛˈʑɔrɨ ˈdɔlnɛ]) est un village polonais de la gmina de Brody dans le powiat de Żary de la voïvodie de Lubusz dans l'ouest de la Pologne.
Le village compte approximativement une population de 205 habitants en 2010.

## Histoire
Le nom allemand du village était Nieder Jeser.
Après la Seconde Guerre mondiale, avec les conséquences de la Conférence de Potsdam et la mise en œuvre de la ligne Oder-Neisse, le village est intégré à la République populaire de Pologne. La population d'origine allemande est expulsée et remplacée par des polonais.
De 1975 à 1998, le village est attaché administrativement à la voïvodie de Zielona Góra.

Depuis 1999, il fait partie de la voïvodie de Lubusz.